# Entorn virtual d'aprenentatge
Un entorn virtual d'aprenentatge (EVA), sovint referit com a VLE, de l'anglès virtual learning environment, és un programari específicament dissenyat per a facilitar l'ensenyament-aprenentatge utilitzant sistemes informàtics. En general es tracta de sistemes que treballen en un entorn web i que possibiliten la comunicació entre els diferents subjectes del fet educatiu (entre el professorat, entre l'alumnat i entre el professorat i l'alumnat). Els EVA permeten al professorat presentar tota mena de materials educatius en format digital (interactius o no), fer el seguiment de les activitats realitzades pel seu alumnat, intercanviar amb el mateix informacions, consells, etc. i, finalment, portar un registre de les seves activitats i gestió de les qualificacions. L'alumnat, per la seva banda, pot consultar en tot moment els materials dels cursos, comunicar-se amb el professorat i amb la resta de l'alumnat. Hi ha estudis que demostren com un major ús d'un entorn virtual d'aprenentatge repercuteix en millors notes finals per part dels estudiants.
Inicialment gairebé tots els sistemes VLE es basaven en una arquitectura client-servidor, on generalment el client era simplement un navegador que permetia l'accés a pàgines dinàmiques html al servidor. Això no obstant, en l'actualitat han proliferat opcions web 2.0 que potencien els entorns virtuals d'aprenentatge al núvol (cloud-based).

## Introducció
És evident que vivim en l'era digital i, en conseqüència, la tecnologia es troba en el nostre dia a dia. Per tant, no es pot quedar fora de les aules. La tecnologia, per si sola, no millora la qualitat educativa, sinó que cal un canvi en la metodologia, una nova manera d'ensenyar i aprendre (Adell, 2011). És en aquest context que apareix el concepte d'entorn virtual.

## Definició
Un entorn virtual d'aprenentatge (EVA) es pot definir com un espai en què té lloc l'ensenyament i l'aprenentatge virtual. Es pot aplicar en un procés educatiu totalment a distància, presencial o mixt (que combina les dues modalitats). L'EVA ens permet l'intercanvi d'informació sincrònica (xats) i asincrònica (fòrums i missatgeria interna). D'aquesta manera s'aconsegueix que l'alumne arribi a ser el protagonista de la seva formació.
A més, un dels molts avantatges de l'entorn virtual és que no hi ha un número màxim o mínim de participants, sinó que és flexible. L'entorn virtual et permet elaborar diferents tipus d'activitats interactives (qüestionaris, textos, imatges, àudios, etc.) que faciliten l'atenció a la diversitat així com un seguiment i avaluació dels estudiants. Les activitats s'han de desplegar en l'entorn d'acord amb una estratègia pedagògica i d'acord amb un model de disseny d'aprenentatge. És important que l'estratègia pedagògica es pugui triar, dissenyar o modificar, ja que l'ensenyament ha de ser elàstic, cal poder-se adaptar als alumnes en qualsevol moment si és necessari.
Un sistema d'e-learning compta amb tres dimensions: continguts i recursos (els cursos), usuaris (estudiants, docents i administradors) i la dimensió intermèdia que correspon als entorns virtuals d'aprenentatge. Els EVA, es componen dels components de gestió, la interfície i la base de dades. Molts cops els EVA es focalitzen en el sistema de gestió i la base de dades, deixant en un segon terme la interfície. Això és un error, ja que mitjançant la interfície és com estudiants i professors interaccionen i es comuniquen entre ells, i és com accedeixen als continguts. El disseny de la interfície influeix en l'experiència educativa i té un paper important en la personalització del procés d'aprenentatge.
Podem afirmar que els entorns virtuals d'aprenentatge són la forma digital dels entorns personals d'aprenentatge (PLE). A vegades, trobem la necessitat dels estudiants que desenvolupen les seves activitats d'aprenentatge fora de línia, sense connectivitat a un servidor que proveeix les facilitats VLE.

## Competència digital
Estem immersos en un model d'aprenentatge web 2.0, on les noves tecnologies tenen un gran protagonisme.
La competència digital esdevé una guia en aquest nou paradigma educatiu. Per al bon desenvolupament de la competència, és necessari aprofundir en els següents eixos: accés a la informació, l'ús de canals de comunicació, la creació de continguts, la seguretat i la resolució de problemes. L'ús dels entorns virtuals d'aprenentatge garanteixen l'aproximació de l'usuari als eixos esmentats, sent un recurs que potencien la competència digital, i en conseqüència, la resta de competències i habilitats implicades en els processos d'aprenentatge.

## Elements que componen els EVA
Tot entorn virtual d'aprenentatge presenta un conjunt d'eines que faciliten la seva gestió i interacció. Podem diferenciar quatre blocs segons les seves funcions:
- Eines de gestió i d'administració acadèmica. S'empren per sol·licitar informació o inscriure’s en un curs; fer consultes d'expedients acadèmics; gestionar certificats, horaris, exàmens, entre d'altres.
- Eines de comunicació interpersonal i de treball col·laboratiu. S'utilitzen per establir comunicacions de forma síncrona i asíncrona entre els diferents agents implicats: docent-alumne o alumne-alumne. En són un exemple: el xat, el correu electrònic, les videoconferències, els espais de treball en grup, la transferència de fitxers…
- Eines de creació i gestió de cursos. Engloben les aplicacions de la xarxa d'Internet que permeten la creació d'espais d'ensenyament - aprenentatge. Les opcions que ofereixen als usuaris són: el seguiment i progrés de l'alumnat, els processos d'avaluació, l'ús i personalització de la pàgina personal…
- Eines de creació de materials i de continguts d'aprenentatge. Agrupen el conjunt de programes i/o aplicacions que s'usen per a donar forma als continguts i activitats. Per exemple: les bases de dades, els materials de consulta, les notificacions automàtiques, els elements multimèdia…[10]

## Avantatges i inconvenients
Els entorns virtuals d'aprenentatge fan més tangible el canvi de l'educació tradicional a la nova concepció d'educació. És per això que cal ser conscient dels múltiples beneficis que ens proporciona l'ús d'aquesta eina. Així doncs, un dels valors afegits que ens pot aportar aquesta modalitat d'estudi virtual és el desenvolupament del pensament crític. En concret, les competències que ens permeten recercar, seleccionar i gestionar informació. Davant d'aquest escenari, la figura del docent esdevé un guia i/o orientador dels coneixements i l'estudiant és ara, el protagonista del seu propi aprenentatge el qual, gràcies a la naturalesa dels recursos propis d'aquest context, pren un paper més actiu i participatiu en el procés d'ensenyament-aprenentatge.
Cal destacar també, que a través d'aquesta alternativa educativa, l'alumne té al seu abast tot el material de la seua especialitat proporcionant així, un aprenentatge més lliure i autònom. Ens trobem, doncs, davant un entorn sense barreres espaciotemporals. Tanmateix, ens ofereix un aprenentatge més personalitzat i adaptatiu gràcies a la facilitat d'interacció entre els participants i la gestió de l'aprenentatge de cadascú segons el seu ritme i/o interessos. A més a més, els serveis desplegats per un EVA poden proporcionar nombrosos avantatges en una experiència d'aprenentatge col·laboratiu. Els membres d'un grup poden progressar més bé basant-se en l'ajuda mútua per arribar a certs objectius d'aprenentatge de manera repartida, distribuïda i coordinada. En aquesta línia, l'aprenentatge pot quedar molt lligat a l'experiència virtual que desenvolupen els estudiants i, a més, no quedarà limitat als cursos o grups formals que operen mentre es porta a terme l'experiència, sinó que es pot estendre més enllà de la durada d'aquesta, en forma d'aprenentatge permanent o al llarg de la vida (lifelong learning), amb el sol fet de permetre que el sistema informàtic en què s'estableix l'EVA opere indefinidament.
Per altra banda, un EVA normalment no està dissenyat per a un curs o assignatura específica, això no obstant, és capaç de suportar múltiples cursos d'un programa acadèmic, tot donant una interfície consistent sobre la qual la institució i -en gran manera- altres institucions utilitzen el sistema. L'entorn virtual d'aprenentatge dona suport a un intercanvi d'informació entre l'usuari i l'institut on l'alumne pren part del curs, a través de les sales de xat, web 2.0 i altres espais de forma fàcil.
Amb tot i això, per tal de portar a terme aquest entorn virtual, no es pot prescindir de recursos tecnològics la qual cosa pot generar retards i/o interrupcions en el procés de formació. Hi apareix també en aquest fet, una conseqüència d'índole econòmica que provoca a alguns col·lectius problemes d'accessibilitat, així com la necessitat prèvia d'una alfabetització en TICs. Per altra banda, cal un alt grau d'intervenció activa per part del tutor, ja que aquesta modalitat potencia tant l'aïllament de l'alumne/a, com el risc de distanciament social i mancança d'atenció.

## Indicadors de qualitat
Els entorns virtuals d'aprenentatge (EVA) són una combinació de recursos planificats i dissenyats per a garantir les oportunitats d'estudi de manera eficaç i segura. D'aquesta manera, és evident la necessitat de mesurar la seua qualitat tant des del punt de vista docent com des del software, ja que entre satisfacció i funcionament ha d'existir una estreta relació. Els conceptes de qualitat s'ubiquen en diferents espais: l'excel·lència del sistema, l'efectivitat del procés, els resultats acadèmics positius i el bon impacte social.
Pel que fa a l'excel·lència del sistema i l'efectivitat del procés, es relacionen aquests aspectes amb la facilitat del seu ús segons les necessitats requerides en cada moment. És a dir, és imprescindible que siga intuïtiu i senzill d'utilitzar tant per al professorat com per als alumnes. Parlem d'un sistema dissenyat sense una funcionalitat complexa que dinamitze el procés d'aprenentatge, que puga garantir amb èxit bons resultats, així com la interacció entre els participants. Seran aquests, requisits primordials en el criteri de selecció. Per tal d'aconseguir resultats acadèmics positius, l'entorn ha de poder comprendre la major part de les necessitats educatives dels nostres estudiants. Ha de ser flexible pel que fa a la gestió de l'aula i les seues metodologies, amb l'objectiu de poder augmentar les possibilitats d'aprenentatge en tots/es els/les estudiants.
Finalment, un dels aspectes claus que cal tenir present a l'hora d'escollir el nostre EVA serà el grau de capacitat d'acollida d'usuaris de totes les parts del món. En altres paraules, que puga garantir un gran impacte social a través d'una estructura flexible amb els processos de matrícula, sistemes de comunicació, la disponibilitat d'un ampli rang de diferents recursos de diferent tipologia, etc.

## Tendències
Els EVA evolucionen cap a models d'e-learning orientats a formes d'aprenentatge actives i col·laboratives, amb incorporació d'eines socials, com blogs, wikis o sistemes de missatgeria instantània. L'aprenentatge en entorns virtuals s'està fent cada cop més present en les modalitats de formació presencial, esdevenint en una eina a tenir en compte en el disseny d'activitats d'aprenentatge.
Les noves eines possibiliten un aprenentatge més participatiu, on l'estudiant contribueix en el desenvolupament del seu entorn d'aprenentatge, fusionant aprenentatge formal i informal. Amb aquesta nova orientació, els EVA semblen convergir cap a entorns personals d'aprenentatge (PLE). En aquest entorn conflueixen la vida digital dels estudiants, l'activitat educativa formal i altres àmbits com la formació professional, l'activitat social o els centres d'interessos.
Segons això, l'EVA es configura amb:
- plataformes e-Learning, que són aplicacions creades específicament per a ser utilitzades com a escenaris d'ensenyament-aprenentatge.
- blogs, pàgines web estructurada com un diari personal, amb entrades i comentaris;
- Wikis, webs creades i editades de manera colaborativa;
- xarxes socials i d'altres eines web 2.0.[19]

## Diferència entre EVA i SGA
Hi ha diverses nomenclatures per referir-se a plataformes tecnològiques amb funcions específiques respecte a la gestió dels processos d'aprenentatge en entorns virtuals (LCMS, LMS). Hi ha qui empra lles denominacions EVA i SGE (o els acrònims en anglès VLE i LMS) com a sinònimes. Estudiosos de la matèria com Pinner afirmen que la diferència està en la manera com s'utilitzen. Així, per exemple, una plataforma com Moodle es pot considerar un VLE si s'empra donant-li un enfocament constructivista, com a espai de col·laboració, debats, etc. enllà d'allotjar objectes d'aprenentatge. Al mateix temps, si un cop implementat s'utilitza de forma mecànica, amb un enfocament behaviourista es pot convertir en un LMS. Així, Pinner conclou que en essència un VLE o un LMS podrien ser el mateix però que després de la seva implementació, depenent de la manera com es pretén utilitzar, esdevenen diferents.
En el mateix sentit, alguns investigadors recorden com els LMS són utilitzats pels estudiants bàsicament per a dipositar documents i fer el seguiment del seu comportament informacional (Landon, Henderson i Poulin); D'altra banda, Weller fa una definició de VLE detallant que aquest és utilitzat principalment en línia i blended, activant totalment la immersió i construint els principis del web 2.0 (programari social, contingut i components reutilitzables, intel·ligència col·lectiva, etc.). Això permet a l'estudiant un control i gran flexibilitat i personalització.
Des d'un altre punt de vista, s'ha conceptualitzat que els VLE no s'han de confonen amb la plataforma que els hostatja. Així, s'afirma que la plataforma educativa, tècnicament, és el programari que permet la implementació d'un entorn virtual d'aprenentatge. Si diem que utilitzem aquests programes per a construir un entorn a partir de les diferents funcionalitats i eines que ens proporcionen, aleshores diem que hem construït un VLE.